# Seznam nemških novinarjev
Seznam nemških novinarjev.

## A
- Konrad Adam
- Franz Alt
- Jasper Altenbockum
- Günther Anders
- Karl Andree
- Arnfrid Astel
- Rudolf Augstein
- Stefan Aust

## B
- Martin Born (1943-2007)
- Adolf Brand
- Veit-Ulrich Braun
- Henryk M. Broder (1946)
- Gerd Bucerius (1906-1995)

## C
- C. W. Ceram
- Matthias Claudius
- Albrecht Prinz von Croy

## D
- Tamara Dietl
- Joseph Dietzgen
- Marion Dönhoff (Marion Hedda Ilse Gräfin von Dönhoff, 1909–2002)
- Sammy Drechsel
- Tanja Dückers
- Freimut Duve

## E
- Fritz Eberhard
- Dietrich Eckart
- Heinrich Graf von Einsiedel
- Carolin Emcke
- Anna Engelke
- Paul Ernst
- Hermann Esser

## F
- Wolf Feller
- Sebastian Fitzek
- Karl-Hermann Flach
- Georg Forster
- Frederic Friedel
- Paul Frölich

- Frederic Friedel
- Daniel Funke

## G
- Nina George
- Friedrich Clemens Gerke
- Fritz Gerlich
- Joseph Görres
- Hermann L. Gremliza

## H
- Axel Hacke
- Brigitte Hamann
- Maximilian Harden
- Sylvia von Harden
- Peter Härtling
- Theodor Haubach
- Norbert Haug
- Gaby Hauptmann
- Wolfgang Haus
- Gerd Heidemann
- Ulrike Herrmann
- Werner Höfer

## J
- Alfred E. Johann
- Wilhelm Jordan
- Tilo Jung

## K
- Anetta Kahane
- Max Kahane (1910-2004)
- Wolfgang Kapp
- Hellmuth Karasek
- Bernhard Kellermann
- Hans Hellmut Kirst
- Egon Erwin Kisch
- Alfred Klaar
- Ernst Klee (1942-2013)
- Victor Klemperer?
- Manfred H. Krämer
- Ildikó von Kürthy

## L
- Siegfried Lenz
- Gabriele Lesser
- Guido von List
- Gerhard Löwenthal

## M
- Hede Massing
- Gerhard Matzig
- Karl Megerle
- Wolfgang Menge
- Agnes Miegel
- Armin Mohler

## N
- Rupert Neudeck
- Heinz Neumann

## O
- Alexander Oetker
- Carl von Ossietzky

## P
- Ludwig Pfau
- Reiner Pfeiffer
- Franz Pfemfert
- Ulf Poschardt
- Corinne Pulver

## Q
- Ludwig Quidde

## R
- Gustav Regler
- Bernhard Reichenbach?
- John Retcliffe
- Manfred Reuter
- Eugen Richter (1838–1906)
- Wilhelm Heinrich Riehl
- Klaus Rainer Röhl
- Dagmar Rosenfeld-Lindner
- Lea Rosh
- Gerd Ruge
- Nina Ruge

## S
- Harald Schmautz
- Karl-Eduard von Schnitzler
- Doris Schröder-Köpf
- Alice Schwarzer
- Peter Seewald
- Wolfram Siebeck
- Theo Sommer
- Richard Sorge
- Augustin Souchy
- Axel Springer
- Enno Stahl
- Heinz-Josef Stammel

## T
- Jörg Thadeusz
- Kurt Tucholsky

## W
- Günter Wallraff
- Rüdiger von Wechmar
- Ehm Welk
- Uwe Wolff

## Z
- Hans Zehrer